# ノートン・フィッツワレン鉄道事故 (1940年)
ノートン・フィッツワレン鉄道事故（英語:  Norton Fitzwarren rail crash (1940)）は、1940年11月4日にイギリスサマセット州のトーントン〜ノートン・フィッツワレン間で発生した鉄道事故である。列車の運転手が信号機の現示や配線を誤認したため、脱線転轍機に進入し脱線、27人が死亡し、74人が負傷した。事故にあったGWRキング級蒸気機関車 King George VI はその後修理され、運行に復帰した。なお、別の事故が1890年11月10日に当事故現場付近で、1978年にトーントン寝台車火災事故が当事故現場から2マイル以内で発生している。

## 事故の経緯

事故時の構内配線と信号機の現示。
列車は Down Relief (Slow) Line の終端にある脱線転轍器に突っ込んだ。

事故は複々線が複線に合流する地点で発生した。複々線区間は上下の急行線 (the fast line) の両側を上下の緩行線 (the slow line) に挟まれる構造であった。すべての信号機はそれぞれ進行方向左側に設置されるのが慣習だったが、急行線の信号機は2本の急行線の間に設置したため進行方向右側に設置されていた。
列車の運転手は、下り緩行線を走行しているにもかかわらず、進行方向右側の信号機（すべて緑、下り急行線に対して"進行"を意味する）を確認してトーントン駅を出発した。戦時中の夜間の灯火管制もこの誤解の一因となった。他の列車が自列車を追い越した時、運転手は間違いに気づいたが、線路の終端部までに止まることができず、脱線転轍機に進入し脱線した。幸い、列車は急行線に進入して他の列車と衝突することは避けられた。
なお、トーントンで信号係が事故を起こした列車を下り急行線から下り緩行線に移していたが、運転手は気づいていなかった。
費用上の理由により、事故現場の信号機は配置が悪いままだった。もし通常通り少なくとも1対の信号機が設置されていたら – ガントリー (gantry) やブラケットが必要である – 、列車の運転手はどの線路を走行中でどの信号機が連動しているか認識できた可能性がある。また、一般的な信号機が進行方向左側にあるにもかかわらず、グレート・ウェスタン鉄道の機関車の運転席が進行方向右側にあったことは不親切だった。
上下の急行線の間にあった余分な空間はブルネルの広軌 (Brunel's broad gauge) による幅広の軌道中心間隔のなごりだった。
ノートン・フィッツワレン駅の信号機はGWRの自動列車制御装置 (Automatic Train Control) を備えており、接近している区間の現示が"注意 (caution) "ならば運転室にいる運転手に音で警告し、警告に応じない場合には列車のブレーキを動作させる仕組みだった。しかし、運転手が警告を解除することができるので、無意識のうちに解除する可能性もある。これは特に運転手が進行現示であると誤認している (wrong green signal) 場合に起きる。ATC装置が適切に動作していないとして信じないこともある。

## 停車・前進
事故を起こした列車を追い越した列車は異常な音に不安を感じた。後にこの音は脱線した列車によってバラストが投げ上げられた音であると判明した。彼は"Stop and Examine"の規則に従いブレーキをかけ (Pulled tail) 、何が問題であるかを調べた。何も見つからなかったため、この列車は数分遅れで出発した。この列車の乗務員は事故についてあとで知った。
事故を起こした列車の運転手の家は前日の夜に爆撃されていたが、彼は普段通りに出勤していた。